# Symplecta microcellula
Symplecta microcellula là một loài ruồi trong họ Limoniidae. Chúng phân bố ở miền Tân bắc.